# 映画 デリシャスパーティ♡プリキュア 夢みる♡お子さまランチ!
『映画 デリシャスパーティ♡プリキュア 夢みる♡お子さまランチ！』（えいが デリシャスパーティプリキュア ゆめみるおこさまランチ）は、2022年9月23日公開の東映アニメーション制作による日本の劇場アニメ映画。
キャッチコピーは｢〈ドリーミア〉へようこそ! みんなでお出かけコメ♡｣「映画館が、笑顔あふれる〈テーマパーク〉に!?」。

## 概要
「プリキュアシリーズ」映画作品の第31弾であり、『デリシャスパーティ♡プリキュア』のレギュラー単独映画作品。例年春の恒例であったシリーズのクロスオーバー作品が2022年には上映されなかったことから、2021年10月公開の『映画 トロピカル〜ジュ!プリキュア 雪のプリンセスと奇跡の指輪!』から約1年ぶりの映画公開となる。公開予定は2月3日に行われた東映の2022年作品ラインナップ発表会で発表されており、その後7月12日に詳細の正式発表と予告編動画の公開が行われた。
物語は、テレビシリーズの舞台であるおいしーなタウンに突如として現れたお子様ランチのテーマパーク「ドリーミア」を舞台としており、園内に起きた異変に立ち向かうプリキュアたちと、主人公の和実ゆい（キュアプレシャス）みたいなヒーローになりたいと憧れるパートナー妖精のコメコメの想いを中心に描く。
本作品のゲストキャラクターでもあるドリーミアの園長・ケットシーの声を、花江夏樹が担当することが明らかとなった。花江は、出演オファーを受けて嬉しく思うとともに「ケットシーは本作でかなり重要な位置のキャラクターとのことでそんな役を任せて頂けるなんて、頑張らなければなと今からドキドキしています!」と演じる意気込みを語りつつ、双子の娘がもうすぐ2歳になることから「家族で鑑賞できれば」ともコメントしている。また、ドリーミアで稼働するロボットの声役としてお笑いコンビの和牛の2人がアニメの声優を初めて務めることも分かった。
同時上映として、本シリーズ及び『スター☆トゥインクルプリキュア』『ヒーリングっど♥プリキュア』『トロピカル〜ジュ!プリキュア』の歴代4作品がコラボレーションする短編、『わたしだけのお子さまランチ』が制作、公開されている。これにあわせる形でオープニングロゴ（東映の「荒磯に波」、東映アニメーションのペロのアニメーションロゴ）の後に、短編の一部としてCGキャラクターのキュアプレシャスとコメコメがレストラン店内に観客を案内した上でメニュー表が渡され、鑑賞上の注意を告知するCGアニメーション「キュアプレシャスからのおやくそく」が挿入されている。これはお子様ランチをイメージし、映画本編を挟み込む形で短編を導入部と締めに上映する形態を取っているためである。

### 興行成績
2022年9月23日に全国270スクリーンで公開を開始、同月24日・25日の土日2日間で動員15万4000人、興収1億8600万円を記録、映画観客動員ランキング（興行通信社調べ）で初登場第3位に入った。公開初日の9月23日だけでも映画前作『映画 トロピカル〜ジュ!プリキュア』の公開初週土日2日間を上回る興収を記録しており、3日間の累計成績は動員が前作比200%となる30万8702人、興収も3億6735万2310円を記録した。
翌週10月1日・2日も土日2日間で動員11万5000人、興収1億2600万円を記録し2週連続第3位にランクイン、10日間の累計成績も動員46万人、興収5億円を突破している。2022年10月27日に発表された東映アニメーションの2023年3月期第2四半期決算では同発表時点で累計興収が8億円を突破し、前作比150%となったことが明らかとなった。最終興収は8億7000万円に達し、『映画 トロピカル〜ジュ!プリキュア』の5億9000万円を上回る結果となった。

## ストーリー
コメコメは、プリキュアとして凛々しく敵に立ち向かい、人助けも積極的に行うゆいに憧れており、「早く大きくなって、ゆいみたいなヒーローになりたい」と願っていた。
そんな中、おいしーなタウンにお子さまランチのテーマパーク「ドリーミア」が突如として出現する。様々な料理とアトラクションを擁するドリーミアにおいしーなタウン中の子供達が招待され、ゆい達やコメコメ、拓海はもちろんの事、パムパムとメンメンも人間の姿に変身を果たし、ドリーミアに入場することができた。ドリーミアを満喫するゆい達だったが、コメコメは拓海の「大人はお子さまランチを食べない」という発言をきっかけにお子さまランチを食べることを拒否するようになる。
ドリーミアは大人禁制であったが、ローズマリーは自身のデリシャストーンがドリーミアに反応したことをきっかけにドリーミアへの立ち入るも、ロボット達に排除されそうになり、巻き込まれたゆい達と共にドリーミアの深部へと落下する。襲い来るロボット達に対してゆい達はプリキュアに変身して立ち向かうが、ローズマリーをぬいぐるみにされた上、コメコメ達ともはぐれてしまう。
ゆい達とはぐれたコメコメ達はドリーミアの園長のケットシーと出会い、彼にお子さまランチをごちそうしてもらう。コメコメはお子さまランチを食べることに躊躇するも、ケットシーに促されてその味を堪能する。ケットシーはコメコメの夢を称賛するが、時を同じくして子供達が戻ってこない事を心配してドリーミアに殺到した大人達を一斉にぬいぐるみに変えてしまう。
ドリーミアにはケットシーの純粋ながら残酷な真意とそれに纏わる彼の哀しき過去が秘められていた。更にゆいがかつてケットシーと会っていたことも明らかになる。
ゆい達は世界を守るため、そしてケットシーの笑顔を取り戻すため、彼を止めようとするが…。

## 登場人物

### テレビシリーズからの登場人物
プリキュア
和実 ゆい（なごみ ゆい） / キュアプレシャス
声 - 菱川花菜
芙羽 ここね（ふわ ここね） / キュアスパイシー
声 - 清水理沙
華満 らん（はなみち らん） / キュアヤムヤム
声 - 井口裕香
菓彩 あまね（かさい あまね） / キュアフィナーレ
声 - 茅野愛衣
本作品ではジェットコースター等の絶叫系アトラクションが苦手なことが判明する。
初期メンバーとは異なり専属のエナジー妖精を持たないため、中盤ではゆい達がコメコメ達と引き離された後も自分だけ変身を維持しており、変身が解除されたゆい達を助けている。

妖精
テレビシリーズではコメコメのみ、人の姿に変身することが可能であるが、本作品ではパムパム・メンメンもドリーミアによる不思議な力で人の姿に変身する。なお、テレビシリーズ最終話の第45話ではほかほかハートの光を浴びたことにより、パムパム・メンメンも変身能力を得ており、その時は本作品での人の姿に変身している。
コメコメ
声 - 高森奈津美
本作品の実質的な主役。
パムパム
声 - 日岡なつみ
本作品では茶髪の少女の姿に変身する。
メンメン
声 - 半場友恵
本作品では金髪の少年の姿に変身する。
おむすびのレシピッピ
声 - 島袋美由利

プリキュアの協力者
ローズマリー
声 - 前野智昭
手持ちのデリシャストーンがドリーミアに反応したのを受けて調査しようとするが、入り口でロボットに阻まれ、無理矢理入るも追いかけ回され、さらにロボットが発する光線でぬいぐるみにされてしまう。その後ブラックペッパーのデリシャストーンによって元の姿に戻される。
品田 拓海（しなだ たくみ） / ブラックペッパー
声 - 内田雄馬

怪盗ブンドル団
セクレトルー
声 - 木下紗華
ウバウゾー
声 - 堀総士郎
いずれもオープニングでの戦闘シーンで登場する。セクレトルーはテレビシリーズに先駆けてプリキュア達と直接交戦している。

その他
和実 あきほ（なごみ あきほ）
声 - 中村千絵
序盤ではゆいたちをドリーミアに向かわせる。エンディングではゆいたちにお子様ランチを作ってあげている。
和実 ひかる（なごみ ひかる）
ゆいの回想で登場。
和実 よね（なごみ よね）/ ナレーション
声 - 宮崎美子
よねとしてはゆいの回想で登場。
ナレーションとしては本作品のオープニングでプリキュア達の紹介を行っている。

### 本作品のオリジナルキャラクター
ケットシー
声 - 花江夏樹
ドリーミアの園長にして発明王。ネコ型の着ぐるみを普段から着ている。新たなエネルギー技術を開発したことからメディアで取り上げられるなど注目を集めている。移動の際にはエビフライ型のフライングマシン「エビFRY」に乗って飛び回っている。
正体は痩身で緑色の長髪の青年で本名は不明。かつて少年の時に孤独さから笑顔を無くし雨に降られていたところを幼少期のゆいになごみ亭へ連れられ、彼女に料理を振る舞ってもらうも、最初は食べる気を起こさなかったが、ゆいがその料理をお子様ランチにするとともに、彼女の食べるときの笑顔を見て、食べるようになると共に笑顔を取り戻す。そしてゆいは「困ったことがあったら助けに来てあげる」、ケットシーは「また出会ったらごちそうしてあげる」と約束し合った。この時ゆいがお子様ランチの旗に描いたネコの絵が着ぐるみの元ネタとなっている。
元々は天才的な頭脳を持ち、ある研究機関で優秀な能力を発揮、スペシャルデリシャストーンを解析してエネルギー転換技術の開発に成功するも、平和利用を考えていると聞かされていた機関の大人達の真意が力の悪用であること、自分の夢や理想を子供じみた物だと馬鹿にされたことから、大人達に裏切られたと感じその力を使って大人達をぬいぐるみへと変え、ストーンを持ち出し逃亡した。そして純粋さを持つ子供たちを大人達から守ると決意、世界中の大人をぬいぐるみに変えて世の中から排除し、純粋な子供だけの世界に作り替える計画を立てていた。その一方で大人達の計画に加担したことや結果的に大人達を危めたことに負い目を感じており、「自分みたいな大人にはなって欲しくない」という想いも持っている。こうした経緯もあり「自分にはお子様ランチを食べる資格がない」とも漏らしている。
ロボット化したドリーミアが倒された後、プレシャスとコメコメの諭しを受け、そして揃ってお子様ランチを食べたことで和解。自らのけじめを付けるため、ドリーミアと共においしーなタウンを離れた。エンディングではゆい宛に届いた手紙の中に自ら出店した飲食店『DREAMIA』での写真が添えられていた。後にテレビシリーズ第44話でもこの時の姿で一瞬登場している（詳細はテレビシリーズの登場人物の項を参照）。
ロボット
声 - 和牛（水田信二、川西賢志郎）、佐々木義人（警備ロボット）、相馬康一（コンテナロボット）
ドリーミア園内で稼働しているロボット。入場口の出迎えやフードコートの案内、場内警備などを担っている。
お子さまランチのレシピッピ
声 - 長谷川育美

## 作品用語
ドリーミア
ケットシーが自ら発明した技術によって作り上げた、お子様ランチをモチーフにした子どものためのテーマパーク。様々な食べ物を元にした園内のアトラクションを遊ぶことで入場時にもらえるドリーミアリングに食べ物のデータが記録され、フードコートで見せるとその食べ物が提供される。地下には食材の保管倉庫や調理室、ケットシーの部屋などがある。
その一方で大人達は入場できず、排除できない場合はぬいぐるみへと変えられてしまう。このため、人間の従業員は存在せず、園内の全ての業務をロボットが行っている。
力の原動力はケットシーがかつていた研究機関から持ち出したスペシャルデリシャストーンによるもので、デリシャストーンの力をエネルギー転換することで園内設備が稼働するほか、パムパム・メンメンの人間化や大人のぬいぐるみ化もデリシャストーンの力による。
終盤でドリーミア全体が多足歩行のロボット・ドリーミアロボと化し、プリキュア達を攻撃するが、お子さまランチドレス姿のプリキュアと妖精が放ったプリキュア・プレシャスエターナルドリーミアによって浄化、ケットシーとプレシャス・コメコメの和解で活動を停止、大人達も元の姿に戻る。その後ケットシーと共に何処かへと転移した。
おむすびタワー
ドリーミアの中心にある、おむすびを積み重ねた形状の塔。頂上部は展望台になっている。
パンのアトラクション
パン型の観覧車や、野菜や果物を模した乗り物のコーヒーカップなどがある。
ラーメンコースター
ラーメンを模したジェットコースターで、レールが中華麺をモチーフにした黄色になっている。
プリンのアスレチック
プリンアラモードで使われているプリンなどをモチーフにしたアスレチック施設。
お子さまランチドレス
本作品における強化フォーム（スーパープリキュア）。本作品においてはプリキュアだけでなく、人間化した妖精たちもこの形態に変化する。
ドリーミアロボから放たれた光線を受けた妖精たちが、コメコメの想いを受けて力が増幅し揃って人間化かつそれぞれのパートナーのプリキュアと似たような姿に変身するとともに、プリキュア達もそれに応じて姿を変える。コスチュームはお子様ランチで用いられている料理をモチーフにしている。
7人とも腰にあるリボン（メンメンのみ龍の翼）によって空を飛ぶことができるほか、妖精達も戦闘能力を有している。
4000キロカロリーパンチ
キュアプレシャスが通常放つ2000キロカロリーパンチをコメコメも同時に放つことで威力が倍に強化されたパンチ技。
プリキュア・プレシャスエターナルドリーミア
お子さまランチドレス時の合体技。パーティキャンドルタクトによって7人の想いを集めることで発動し、光る双四角錐で敵を包み込み、最後にプレシャスとコメコメが息を吹きかけてキャンドルの炎を消して浄化する。

## スタッフ
- 原作 - 東堂いづみ
- 漫画 - 上北ふたご（講談社「なかよし」連載）
- 製作 - 高木勝裕、手塚治、西出将之、古澤圭亮、野田孝寛、佐藤澄宣
- 企画 - 村瀬亜季、多田香奈子
- 監督 - 座古明史[4]
- 脚本 - 田中仁[4]
- 絵コンテ - 座古明史、貝澤幸男、手塚江美
- 助監督 - 手塚江美
- 演出 - 芝田浩樹
- 演出協力 - 佐々木憲世、小川孝治
- キャラクターデザイン - 油布京子、松浦仁美[4]
- サブキャラクターデザイン - カトキハジメ、春山和則
- 総作画監督 - 松浦仁美[4]
- 作画監督 - 廣中美佳[4]、Noh Gil-bo、Dennis Cablao、藤原未来夫、Francis Caneda、赤田信人、沼田広、渡辺浩二
- 作画監督補佐 - 青山充、谷本馨
- 美術監督 - 高木佑梨、渡辺佳人[4]
- 美術デザイン - 高木佑梨、小川友佳子
- 色彩設計 - 清田直美[4]
- 撮影監督 - 髙橋賢司[4]
- CGプロデューサー - 野島淳志
- CGディレクター - 大曽根悠介
- 編集 - 麻生芳弘
- 録音 - 林奈緒美
- 音響効果 - 石野貴久
- 音響制作 - タバック
- 録音スタジオ - 東映デジタルセンター
- 音楽 - 寺田志保[4]
- 選曲 - 水野さやか
- 音楽協力 - マーベラス、東映アニメーション音楽出版、ライトソング音楽出版、bransic
- 音楽プロデューサー - 井上洸、犬塚舞、久住小百合
- 制作担当 - 星郁也[4]
- アニメーション制作 - 東映アニメーション
- 制作 - 映画デリシャスパーティ♡プリキュア製作委員会（東映アニメーション、東映、ABCアニメーション、バンダイ、ADKエモーションズ、マーベラス）
- 配給 - 東映

## 主題歌
オープニングテーマ「Cheers!デリシャスパーティ♡プリキュア」
作詞 - マイクスギヤマ / 作曲・編曲 - 馬瀬みさき / 歌 - Machico
映画テーマソング（エンディングテーマ・挿入歌）「ようこそ、お子さま♡ドリーミア」
作詞 - 大森祥子 / 作曲・編曲 - 森いづみ / 歌 - 後本萌葉
フルサイズは8分を超える3部構成の楽曲となっており、挿入歌として第1楽章、エンディングテーマとして第3楽章がそれぞれ使用されている。
第1楽章は本作品のハイライトシーンとともに映画公開時期のテレビシリーズ第27話から第30話までのエンディングとしても使用されている。

## 同時上映
『わたしだけのお子さまランチ』（わたしだけのおこさまランチ）は、同時上映の短編作品で、本作品および『スター☆トゥインクルプリキュア』『ヒーリングっど♥プリキュア』『トロピカル〜ジュ!プリキュア』の歴代4作品によるコラボレーション作品。4作品のプリキュアが登場する。
制作意図について、プロデューサーの村瀬亜季は「プリキュアたちの想いを盛り合わせたら『お子さまランチ』みたいなワクワクがいっぱいの作品になるのではと考えました。冒頭の没入感、プリキュアに会いに来たようなライブ感、そして長尺の映画を見たあとあとのデザートのようなスペシャルムービーでお腹いっぱいになってもらえたら」と語っている。また、この作品では初の試みとしてVRのような主観映像のシーンが採り入れられており、そのカメラワークを作るため観客の代理となるオリジナルキャラクターの少女が新規にデザインされている。
本編は基本的に3DCGでの制作だが、冒頭部の鑑賞上の注意のパートで挿入されるイラストやキュアサマーが窓に顔を押し付けるシーンのみ手書きによる2D作画であり、中谷友紀子（『トロピカル〜ジュ!』キャラクターデザイン）が原画を担当している。

### ストーリー (短編)
「レストランシアター・プリキュア」に招待され、映画本編と食事を堪能した観客。接客するプレシャスにおかわりとしてここでしか食べられないお子さまランチをオーダーする。その内容を詳しく聞くといろいろ難しい内容でプレシャスたちは悩むが、そこに他のプリキュアたちが次々と訪れる。

### 登場キャラクター (短編)
声有りのキャラクターのみ物語に深く関わり、最後にそれ以外のキャラクターも揃って登場する。

#### デリシャスパーティ♡プリキュア
キュアプレシャス
声 - 菱川花菜
キュアスパイシー
声 - 清水理沙
キュアヤムヤム
声 - 井口裕香
キュアフィナーレ
声 - 茅野愛衣
コメコメ
声 - 高森奈津美
パムパム
声 - 日岡なつみ
メンメン
声 - 半場友恵
お子さまランチのレシピッピ
声 - 長谷川育美

#### トロピカル〜ジュ！プリキュア
キュアサマー
声 - ファイルーズあい
キュアコーラル
声 - 花守ゆみり
キュアパパイア
声 - 石川由依
キュアフラミンゴ
声 - 瀬戸麻沙美
キュアラメール
声 - 日高里菜
くるるん

#### ヒーリングっど♥プリキュア
キュアグレース
声 - 悠木碧
ラビリン
声 - 加隈亜衣
キュアフォンテーヌ
キュアスパークル
キュアアース
ペギタン
ニャトラン
ラテ

#### スター☆トゥインクルプリキュア
キュアスター
声 - 成瀬瑛美
フワ
声 - 木野日菜
キュアミルキー
キュアソレイユ
キュアセレーネ
キュアコスモ
プルンス

### スタッフ (短編)
- 原作 - 東堂いづみ
- 製作 - 高木勝裕、手塚治、西出将之、古澤圭亮、野田孝寛、佐藤澄宣
- 企画 - 村瀬亜季、多田香奈子
- 監督・脚本 - 山元隼一[27]
- アニメーションプロデューサー - 横尾裕次
- CGディレクター - 細田浩司、大家有美
- オリジナルキャラクターデザイン - 油布京子、中谷友紀子、山岡直子、高橋晃
- 編集 - 麻生芳弘
- 録音 - 林奈緒美
- 音響効果 - 石野貴久
- 音響制作 - タバック
- 録音スタジオ - 東映デジタルセンター
- 音楽 - 寺田志保
- 音楽特別協力 - 林ゆうき
- 選曲 - 水野さやか
- 音楽協力 - マーベラス、東映アニメーション音楽出版、ライトソング音楽出版、bransic
- 音楽プロデューサー - 井上洸、犬塚舞、久住小百合
- アニメーション制作 - 東映アニメーション
- 制作協力 - ダイナモピクチャーズ、フライングシップスタジオ、クリープ
- 制作 - 映画デリシャスパーティ♡プリキュア製作委員会（東映アニメーション、東映、ABCアニメーション、バンダイ、ADKエモーションズ、マーベラス）
- 配給 - 東映

### 主題歌 (短編)
「レッツ! fun fun time!」
作詞 - 青木久美子 / 作曲 - 馬瀬みさき / 編曲 - 森いづみ / 歌 - 北川理恵・Machico
登場4作品の主題歌を担当した2人によるデュエット曲で、『スター☆トゥインクル』『ヒーリングっど』のパートは北川、『トロピカル〜ジュ』『デリシャスパーティ』のパートはMachicoと、各作品でオープニングテーマを担当した歌手でパート分けがされている。また、歌詞には各作品を象徴する言葉が組み込まれている。

## 関連商品
- 音楽CD『『映画 デリシャスパーティ♡プリキュア 夢みる♡お子さまランチ!』主題歌シングル』（マーベラス/ソニー・ミュージックソリューションズ、2022年9月21日発売、CD+DVD盤:MJSS-09322〜30、通常盤:MJSS-09324[21]）
  - CD+DVD盤には本作品の映画予告編等を収録。
- 音楽CD『『映画 デリシャスパーティ♡プリキュア 夢みる♡お子さまランチ!』オリジナル・サウンドトラック』（マーベラス/ソニー・ミュージックソリューションズ、2022年9月21日発売、MJSA-01336[21]）
- DVD/BD『映画 デリシャスパーティ♡プリキュア 夢みる♡お子さまランチ！』（マーベラス/ハピネット・メディアマーケティング、2023年1月25日発売[29]）
  - DVD特装版（HPBR-2037）/DVD通常版（HPBR-2038）/Blu-ray特装版（HPXR-2038）/Blu-ray特装版キャンバスアートボード付（HPXR-2037）
  - 日本語字幕付、ピクチャーレーベル仕様。通常盤は名場面ブロマイドセット（3枚組）を同梱。特装版は、映像特典としてノンテロップOP/ED、完成披露舞台挨拶、公開記念舞台挨拶、公開初日配信番組（第2部、後述）ダイジェスト映像、TVスポット&予告集を収録、封入特典として名場面ブロマイドセット（10枚組）、スペシャルブックレットを同梱。BD特装版はキャラクターデザインの松浦仁美の描き下ろしによるキャンバスアートボードが付属する初回生産限定版も併売。
- ローソンオリジナルグッズ
  - 本作品とローソンとのコラボレーションによるグッズで、HMV・Loppi限定販売のローソンのイメージカラーである青と白を基調としたデザインのコスチュームを着たプリキュアたちのイラストを用いたグッズ[30]と、一部店舗限定販売の遊園地をテーマにしたイラストを用いたグッズ[31]が発売されている。また、Loppi限定販売の前売り券にはオリジナルグッズやパムパム・メンメン仕様のドリーミアリングが付属する特典付き仕様として販売されている[32]。
- ハートキュアウォッチ パーティアップVer. お子さまランチセット[33] / パーティキャンドルタクト[34]（バンダイ、2022年9月10日発売）
  - 本シリーズにおける強化形態（スーパープリキュア）「パーティアップスタイル」関連の玩具。本作品関連機能も搭載されており、ハートキュアウォッチ（既存ユーザー向けのアタッチメントキットもあり[35]）には付属する「お子さまランチのレシピッピ」にある二次元コードを読み込むことで映画関連の機能が追加、パーティキャンドルタクトには映画オリジナル技「プリキュア・プレシャスエターナルドリーミア」に関する機能が搭載されている。

- 映画デリシャスパーティ♡プリキュア 関連グッズ（ブルジュラ、2022年9月23日発売開始）
  - 本作品を元にしたアクリルスタンドやドでか缶バッジなどを通販サイト「Brujula STORE」、テレビ朝日公式ショップ「テレアサショップ」東京駅店・六本木店、一部を除くTOHOシネマズの売店にて発売。妖精は人間体で登場、変身後はプリキュア・妖精ともにお子さまランチドレスとなっている[36]。
- 映画デリシャスパーティ♡プリキュア LINEスタンプ
  - 本作品の公開を記念して販売が開始されたオリジナルのLINEスタンプ。本作品（テレビシリーズ・映画）及び短編参加の3作品のキャラクターのデフォルメイラストを用いたスタンプセットとなっている[37]。
- 書籍『「映画 デリシャスパーティ♡プリキュア 夢みる♡お子さまランチ！」フィルムコミック』（エムディエヌコーポレーション、2022年12月2日発売、ISBN 978-4-295-20463-3）
  - 本作品と短編『わたしだけのお子さまランチ』を収録したフィルムコミック。B5判オールカラー全160ページ[38][39]。

## プロモーション

### 前売り券・ムビチケ
プレゼント付き前売り券「つなげて♡（）キーホルダー」
全国8万個（各4万個）で数量限定。プレシャス＆スパイシーver.とヤムヤム＆フィナーレver.のいずれかをプレゼント。
ムビチケ前売り券（オンライン）「特製ムービングポスター」
2022年8月26日より発売開始。

### 入場者プレゼント
ドリーミアリング
入場者プレゼント第1弾。中学生以下の来場者プレゼントとして、本作品のキーアイテムである「ドリーミアリング」が配布された。
スペシャルポストカード
入場者プレゼント第2弾。本作品の好評につき、同時上映の「私だけのお子さまランチ」に登場する4作品のプリキュアとお子さまランチをテーマに書き下ろした4種類の作品ごとのポストカードを、2022年10月15日より全国合計10万枚限定で大人を含めた全員にランダム配布された。

### イベント・キャンペーン・プロジェクト
いこーよ
2022年6月2日より、アクトインディが運営する子供のお出かけ情報サイト『いこーよ』が、製作委員会と共同でプリキュア好きの親子を対象に本作品の魅力を発信することを目的としたアンバサダープロジェクトを始動。6月19日までアンバサダーを募集し、2022年7月16日から9月30日までの期間で展開された。リアルイベントなどで映画の魅力を伝える「いこーよ アンバサダー」と、場所の制限がなく参加できる「いこーよ リモート・アンバサダー」の2つのチームに分担して活動していくほか、本作品をSNSで情報発信するプログラムとなっている。アンバサダーを対象としたリアルでの広報イベントやオンラインイベントなども併せて行われた。
また、アンバサダーの中から2組の親子及びアンバサダーリーダーを務める山本ゆり（料理研究家）とその家族が、映画の中に登場する親子役として出演、8月上旬にアフレコを行っている。
東京ドームシティアトラクションズ
2022年8月27日から10月30日までの期間、東京ドームシティアトラクションズ（東京都文京区）にて、本作品の世界観を再現したコラボレーションイベント『夢みる♡遊園地 in 東京ドームシティアトラクションズ』を開催していた。
スタンプラリーでは、園内に設置されたスタンプを全て集めると、オリジナルイラストを使用したオーロラリストバンドが貰えた。
ミニゲームコーナーでは、ダーツとカーリングに挑戦することができ、ゲームの結果に応じてアクリルスタンド、キラキラ缶ミラー、ステッカーのいずれかがプレゼントされた。
東京ドームシティ園内の一部飲食店（「BOUL'ANGE」「25 CHICKEN」「HOT DOG STAND」「マリオンクレープ（アトラクションズ店・Hi!EVERYVALLEY店）」）ではキャラクターをイメージしたコラボフードを販売・提供していた。
このほか、9月3日より各キャラクターが録り下ろしで園内アナウンスやアトラクション出発時のアナウンスを担当していた。
また、これとは別に、2022年10月29日・30日には東京ドームシティ・ミーツポート内のTOKYO DOME CITY HALLにて『デリシャスパーティ♡プリキュアLIVE2022 Cheers!Delicious LIVE Party♡』も同時に開催された。
JOYSOUND
2022年9月3日から12月2日までの期間、本作品の公開を記念して「JOYSOUND MAX GO」を導入している店舗のカラオケルームにて、『映画 スマイルプリキュア! 絵本の中はみんなチグハグ!』をJOYSOUNDの映像コンテンツサービス「みるハコ」にて無料で配信していた。また、これとは別に、2022年8月26日11時から10月31日23時59分までの期間、「JOYSOUND MAX」シリーズ（MAX、MAX 2、MAX GO）を導入している店舗のカラオケルームにて本作品とのコラボレーションによるプレゼント企画を展開しており、「MAX」シリーズ機種にて会員制SNSサービス「うたスキ」にログインの上、課題曲となる「Cheers!デリシャスパーティ♡プリキュア」または「DELICIOUS HAPPY DAYS♪」を1曲以上歌唱して特設サイトから応募すると抽選でそれぞれ2名に玩具やぬいぐるみが貰えた。
キッズステーション
2022年9月12日から10月23日までの期間、本作品の公開を記念してテレビシリーズの前々作『ヒーリングっど♥プリキュア』およびシリーズ単独作品『映画 ヒーリングっど♥プリキュア ゆめのまちでキュン!っとGoGo!大変身!!』と同時上映の『映画 トロピカル～ジュ!プリキュア プチ とびこめ!コラボ♥ダンスパーティ!』、クロスオーバー作品『映画 プリキュアミラクルリープ みんなとの不思議な1日』の番組の最後など、または特定の時間帯に表示される二次元コードを読み取らせて、特設サイトから応募すると、親子でテレビシリーズのオリジナルレシピが作れる東京ガスネットワーク協力によるオンライン料理教室に無料で招待されるほか、テレビシリーズの各種関連グッズが抽選でプレゼントされた。
西武鉄道
2022年9月9日から10月30日までの期間、本作品の公開を記念したスタンプラリーを開催。一部を除く西武線各駅の自動券売機でラリー用の「1日おでかけきっぷ」を購入、きっぷ付属の引換券をスタンプ台設置駅で引き替え、スタンプを3駅以上押してクリア賞引き替え場所で提示すると、クリア賞として「キラキラオリジナルポストカード」がもらえるほか、同時に渡される応募はがきを送ると抽選でWチャンス賞としてグッズがプレゼントされた。
いなげや
2022年9月1日から30日までの期間、本作品の公開を記念したキャンペーンを実施。2000円以上の買い物をして公式アプリから応募すると抽選でグッズがプレゼントされた。
イオンモール
2022年9月13日から10月10日までの期間、本作品の公開を記念したクイズラリーを開催。映画館が併設されている一部のイオンモール館内に設置のクイズコーナーに参加するとスペシャル壁紙がもらえるほか、全問正解すると抽選で20名に豪華賞品がプレゼントされた。また、これとは別に、テレビシリーズとのコラボレーション企画を一部の店舗やイオンモールアプリなどで展開するほか、後述のドリーミアリングを提示するとサンバイザーが貰えるキャンペーンも同時開催していた。
はなまるうどん
2022年9月8日から10月17日までの期間、映画公開を記念したコラボフェアを開催。オリジナルのミニアクリルスタンドが付いたコラボメニュー「夢みる♡プリキュアセット」の提供を行っていた。
ドリーミアリングでゲットキャンペーン！
2022年9月23日から10月10日までの期間、一部の対象施設・店舗にてドリーミアリングを提示するとサンバイザーやオリジナルクリアファイルなどがもらえたほか、商品・料理・サービスの無料追加、料金割引などの特典が受けられた。
バンダイナムコアミューズメント
上述のドリーミアリングの提示・特典キャンペーンに関連して2022年9月23日から10月30日までの期間、ナムコの一部対象店舗でスタッフにドリーミアリングまたは本作品の鑑賞済チケットを提示すると、ナムコ限定のコースターを2枚セットでプレゼント、同時にナムコポイントアプリでは抽選で6名に玩具が貰えるプレゼントキャンペーンを実施していた。
天王寺駅周辺施設（阿倍野・天王寺地区）
2022年9月17日から10月16日までの期間に、あべのアポロシネマ及び入居するアポロビル・ルシアスビルとあべのキューズモールの4施設合同でスタンプラリーを実施。館内4ヶ所に設置されたスタンプをラリーシートに押し、キューズモール内のプリキュア プリティストア大阪本店に提示して参加賞がもらえたほか、応募用紙をあべのアポロシネマの応募ボックスに投函すると抽選で賞品がプレゼントされた。
プリキュア プリティストア
本作品の公開を記念し、出張店舗を丸井の3店舗とスマーク伊勢崎、新宿バルト9を始めとする映画館17館、AniBirth渋谷店（渋谷パルコ内）・心斎橋店（心斎橋パルコ内）でそれぞれ順次展開していた。あわせて各店舗ごとにオリジナルグッズが販売され、丸井出張店ではダイナーのウェイトレス風コスチュームを着たゆいたち、劇場出張店ではオリジナルの私服を着た短編参加4作品のプリキュア全員のグッズが販売、AniBirthでは2022年10月1日からオリジナルの謎解きアトラクションイベント「謎から救え！レシピッピ救出作戦」を開催、これにあわせる形で探偵姿のゆいたちのオリジナルグッズを販売していた。
クックパッド
既にテレビシリーズとのコラボレーション展開を実施、特設サイトを開設しているが、映画公開にあわせた第2弾として公式Twitterアカウントでの「教えて！お子さまランチにはこれ！」キャンペーンの実施、映画に登場するドリーミアをクックパッド社員が料理で再現する企画、農林水産省公式YouTubeチャンネル「BUZZ MAFF」とのコラボ動画の公開を行った。

### 関連番組・作品
『DAIGOも台所〜きょうの献立何にする?〜』（朝日放送テレビ、テレビ朝日系全国ネット）
2022年9月23日放送回のゲストとして、キュアプレシャスが出演。プレシャスからのリクエストを受け、前述のアンバサダーも務める金曜日講師の山本ゆりが本作品にちなんで考案した「夢みる♡お子さまランチ」作りに番組MCのDAIGOが挑戦した。
東映アニメーションミュージアムチャンネル
東映アニメーションミュージアムの公式YouTubeチャンネルにて、過去に公開されたプリキュアシリーズの映画を期間限定で配信、あわせて本作品公開記念で短編に出演する成瀬瑛美・悠木碧・ファイルーズあいによるスペシャルトークショーも配信された。
第1弾として2021年10月公開の映画前作『映画 トロピカル〜ジュ!プリキュア 雪のプリンセスと奇跡の指輪!』を2022年9月18日19時から25日18時59分までの期間に配信、以降第2弾として『映画 ヒーリングっど♥プリキュア ゆめのまちでキュン!っとGoGo!大変身!!』が9月25日19時から10月2日18時59分まで、第3弾として『映画 スター☆トゥインクルプリキュア 星のうたに想いをこめて』が10月2日19時から10月9日18時59分までそれぞれ配信された。
『声優パーク建設計画メタバース部』（テレビ朝日、一部テレビ朝日系列局ネット）
2022年9月18日放送回で本作品とのコラボレーション回として菱川花菜、茅野愛衣、FUJIWARA（藤本敏史、原西孝幸）がゲスト出演。9月11日にバーチャルSNS「cluster」で公開生収録を行い、プリキュアクイズや究極の2択などを実施した。またバーチャル空間上のテレビ朝日屋上エリアにて、本作品及び短編に登場する3作品の特別パネル、さらに番組MCの関智一が『ふたりはプリキュア』で演じた妖精メップルの展示も行った。
プリキュア公式YouTubeチャンネル
プリキュア公式YouTubeチャンネルにて2022年9月23日に、映画の公開を記念した特別番組として、後本萌葉とキュアプレシャスが出演する17時30分から18時までの第1部と、前野智昭と内田雄馬が出演する20時から20時45分までの第2部でそれぞれ生配信、あわせて番組内ではTwitterと連動し、緊急リクエスト企画として視聴者が気になった劇中の一部のシーンを投票、投票数が最も多かった場面を一部公開する企画も実施された。
漫画
『なかよし』2022年11月号掲載の上北ふたごによる漫画版第8話にて、本作品公開記念のコラボレーション回として、『スター☆トゥインクルプリキュア』の星奈ひかる、『ヒーリングっど♥プリキュア』の花寺のどか、『トロピカル〜ジュ！プリキュア』の夏海まなつがゲスト出演するエピソードが描かれている。